# لبام (واشینگتن)
لبام (به انگلیسی: Lebam) یک منطقهٔ مسکونی در ایالات متحده آمریکا است که در شهرستان پاسیفیک، واشینگتن واقع شده‌است. لبام ۳٫۸ کیلومتر مربع مساحت و ۱۶۰ نفر جمعیت دارد و ۵۶ متر بالاتر از سطح دریا واقع شده‌است.